# Річкова система

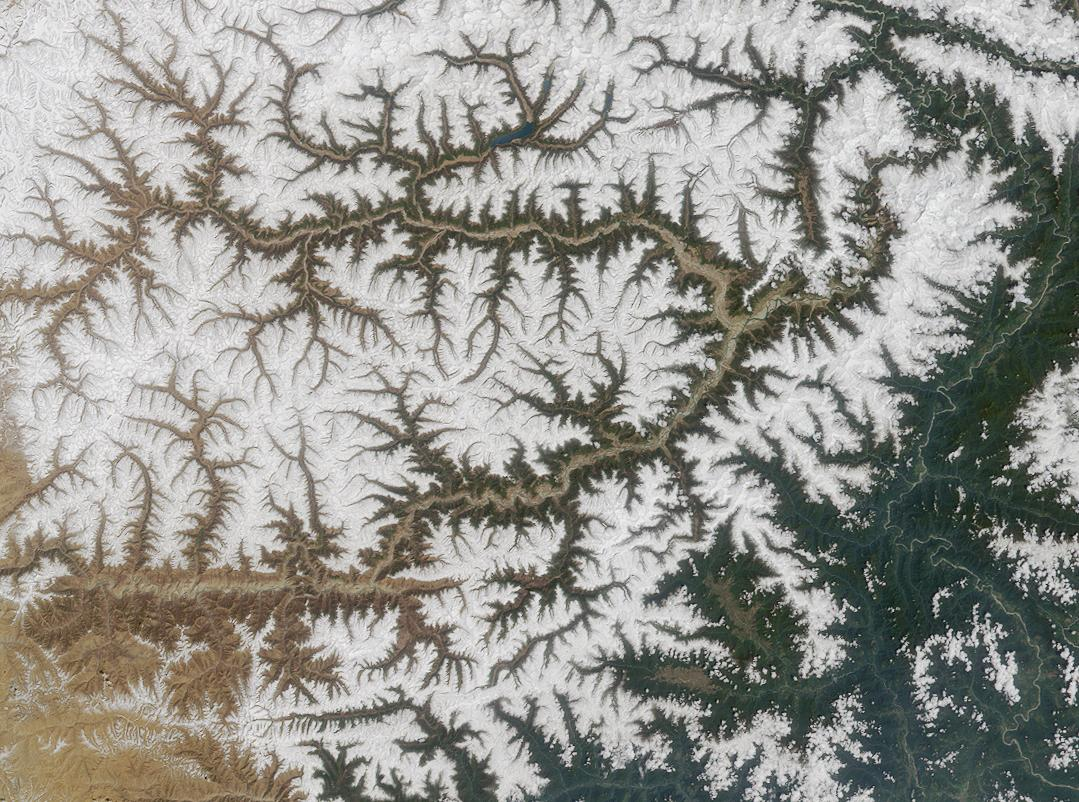
Дендритоподібна система тибетської річки Цангпо (Брахмапутра) з космосу

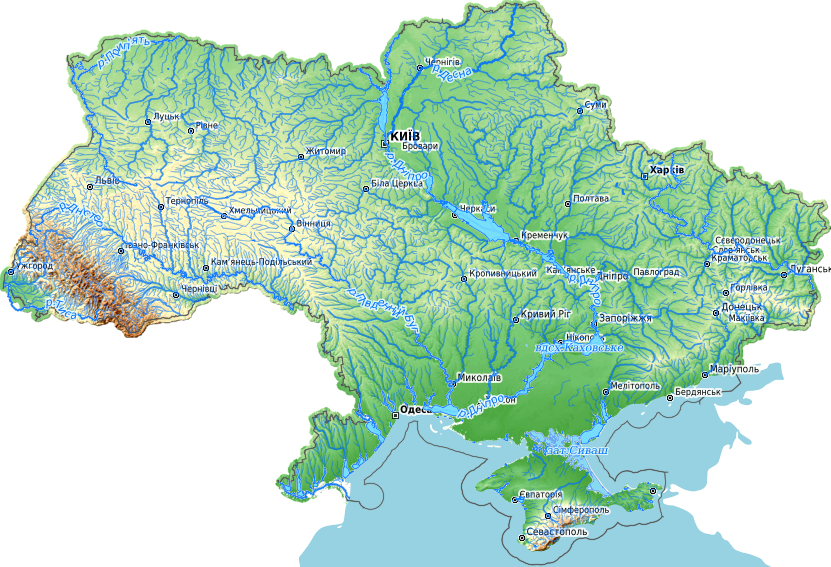
Річкова мережа України

Річкова́ систе́ма — сукупність приток головної річки у межах річкового басейну; частина гідрографічної сітки.

## Характеристика
Складається з головної річки (стовбура системи) і приток першого, другого й наступного порядків. Притоками першого порядку називаються річки, що безпосередньо впадають у головну річку, другого порядку — притоки приток першого порядку й т. д. Іноді найменування порядку річок ведеться, навпаки, від дрібних річок до головного водотоку. Дана схема визначення приток називається спадною, оскільки притоки зменшуються від початку до гирла головної річки. Такий поділ річкової системи на головну та притоки різних порядків не відповідає фізичній природі річкового потоку та процесу формування річкової системи. Між двома притоками, які зливаються та утворюють одну — третю річку, є принципова різниця. Ця річка — новий річищний потік з новими гідравлічними властивостями, має нове річище зі своїми певними особливостями.
Американський гідролог Р. Е. Хортон рекомендує іншу схему річкової системи — висхідну. Елементарний потік, що не має притоки, відносять до першого порядку, злиття двох потоків першого порядку утворюють потік другого порядку і т. д. За цією схемою найбільший порядок дістає головна річка.

## Типи річкових систем

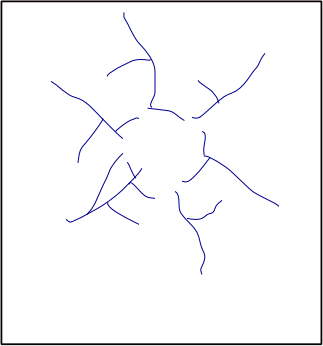
Кільцева річкова мережа

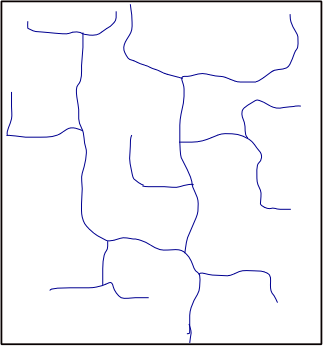
Ортогональна річкова мережа

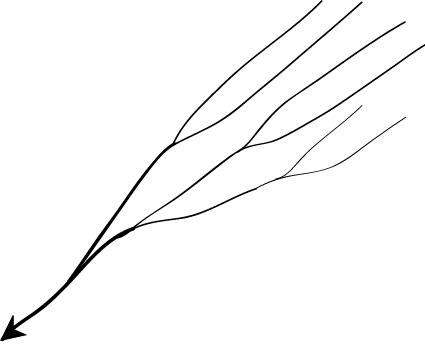
Паралельна річкова мережа

Річкові системи називаються відповідно до малюнка їх річкової мережі, який відповідає  рельєфу місцевості, геологічній будові, гідрогеологічним умовам.
За цими чинниками розрізняють такі типи річкових систем:
- відцентрова — виникає на ділянці земної поверхні, що зазнає тектонічного підняття. Формується в межах підвищених структурно — денудаційних рівнин, які представлені невеликими річками басейнів Чорного та Азовського морів;
- доцентрова — притоки направлені по радіусу до центру і зливаються в точці, яка, як правило, є западиною або басейном, який виникає на ділянці земної поверхні, що зазнає тектонічного опускання;
- деревоподібна — річкова мережа нагадує малюнок дерева. Є багато приток (аналогів гілок дерева), які зливаються в притоки головної річки (відповідно гілки та стовбур дерева). Така річкова мережа утворюється в V-подібних річкових долинах. Більшість річкових систем України (притоки Дніпра, Південного Бугу, Сіверського Дінця);
- периста — нагадує будову пера. В Україні характерний для басейну Дністра;
- ортогональна (прямокутна, решітчаста) — притоки до основної річки притоки примикають під прямим кутом розвивається в горах, які мають приблизно однакову стійкість до ерозії.Паралельна річкова мережа
- паралельна — виникає на лінійно витягнутих формах рельєфу, як правило формується на територіях, де існує система паралельних тектонічних розломів (Крим — Альма, Кача, Бельбек), а також для приток середньої течії Дністра, в межах Подільської височини. Водний потік стрімкий, з невеликою кількістю приток, які течуть в одному напрямку;
- колесоподібна (кільцева) — мають форму кільця, як правило формуються через вимивання слабкої породи. Таке розташування річкової мережі характерне для Українських Карпат.

## Закони будови річкових систем
Вивчення структури різних річкових систем дало можливість Р. Е. Хортону виявити закономірності у її будові.

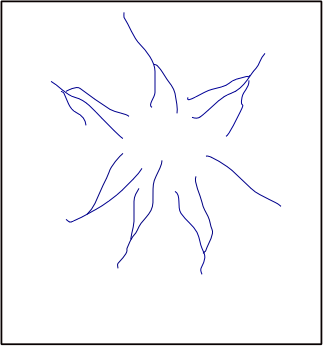
Відцентрова річкова мережа

1. Закон кількості потоків

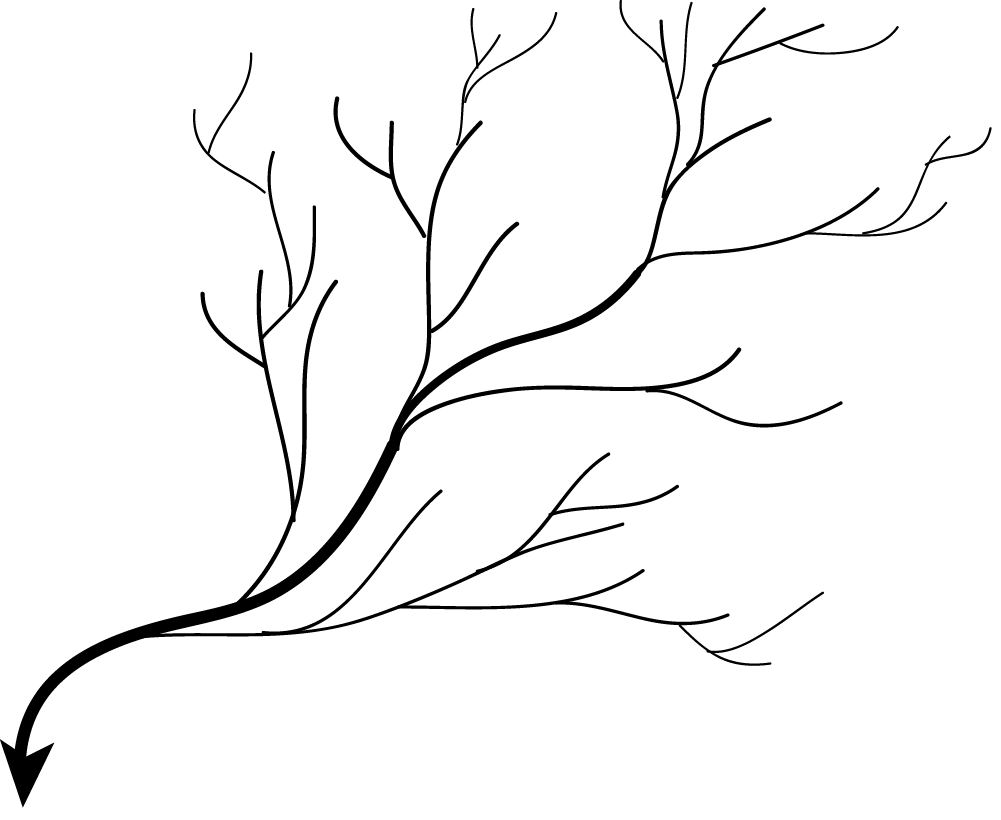
Деревоподібна річкова мережа

Кількість потоків даного порядку в межах річкового водозбору визначається у формі члена спадної геометричної прогресії, останній член якої дорівнює одиниці
2. Закон довжини потоків
Середня довжина потоків кожного порядку у межах водозбору визначається у формі члена зростальної геометричної прогресії, перший член якої є середня довжина потоків першого порядку.

## Основні гідрографічні характеристики
До основних гідрографічних характеристик річкової системи належать: довжина потоків, площа водозбору, кількість водних потоків різних порядків в річковій системі даного порядку.

## Основні річкові системи України
Назва річкової системи дається за назвою головної річки, що є звичайно найдовшою та багатоводною річкою в системі.
На території України виділяють 9 основних річкових систем. Найбільші з них: Дніпро, Дунай, Дністер, Південний Буг, Сіверський Дінець.